# Spikeout Battle Street
Spikeout Battle Street est un beat them all développé par Amusement Vision et Dimps, édité par Sega sur Xbox en 2005. Le titre fait suite au jeu d'arcade sorti en 1997 : SpikeOut.

## Système de jeu
Le joueur dirige un personnage dans un jeu en 3D en vue objective, un bouton sert à faire des pas de côté lorsqu'il est maintenu, un autre à frapper, un troisième à sauter et le dernier est un bouton de frappe qui peut être chargé. La charge apparaît en haut de l'écran sous forme d'une barre qui se remplit. Lorsque le bouton est relâché le coup exécuté dépend du niveau atteint par la barre.
Il est possible, comme dans Die Hard Arcade, de se saisir des ennemis pour les frapper ou les projeter, de se servir d'éléments du décor (pneus, chaises, armes diverses), d'effectuer des combo et des juggle.

## Équipe de développement
- Producteur : Toshihiro Nagoshi
- Réalisateur : Mitsunori Fujimoto
- Coréalisateur : Sakae Osumi
- Planning Director : Daisuke Aoki
- Planner : Kunito Kondo, Ayuko Tanaka, Naoki Nomura
- Program Director : Hiroshi Waki
- Programmeurs : Shinichiro Shibusawa, Masaki Kobayashi, Yoshikazu Takahashi, Hirofumi Kono, Ryosuke Nakano, Hideaki Maruyama, Kaori Takinami, Masafumi Taketoshi, Seiichi Yamaguchi, Ken Shinoda
- Design Director : Akihiro Yamada
- Designer : Atsushi Hakamada, Tomofumi Yamaguchi, Mitsuru Kawasaki, Nobuyuki Kuroki, Akane Yamada, Masatomo Kihara, Tetsuya Ito

## Dates de sortie
- Europe : 22 avril 2005
- Japon : 24 mars 2005
- États-Unis : 15 avril 2005